# Mission East Deutschland
Mission East Deutschland e.V. (MED) ist eine Nothilfe- und Entwicklungsorganisation. Sie hat ihren Sitz in Kiel, das Büro liegt in Berlin. Mission East gibt als Vereinszweck an, sich für Menschen und Gemeinden in Krisengebieten einzusetzen. Die Organisation ist mit Projekten in Afghanistan, Armenien, Bangladesch, Irak, Myanmar, Nordkorea, Nepal und Tadschikistan aktiv.
Der eigenständige Verein ist mit der dänischen Organisation Mission Øst verbunden, das gemeinsame Programmbüro befindet sich in Brüssel. Mission East ist durch den Core Humanitarian-Standard (CHS) zertifiziert und trägt das Spendensiegel des Deutschen Zentralinstituts für soziale Fragen (DZI). Außerdem ist die Organisation Unterzeichner der Initiative Transparente Zivilgesellschaft und des Verhaltenskodexes des Roten Kreuzes.

## Geschichte
Der Verein wurde im Jahr 2013 von Kim Hartzner mit Otto Bernhardt als Vorsitzendem gegründet. Die Vereinssatzung wurde am 3. Dezember 2013 in Berlin, 22 Jahre nach der Gründung der dänischen Schwesterorganisation Mission Øst, unterzeichnet. Zur Zeit der Sowjetunion reisten René Hartzner und sein Sohn Kim Hartzner häufig durch Osteuropa und gründeten 1991 Mission Øst angesichts der Lage vieler Menschen, die durch den Zerfall der Sowjetunion von Bürgerkriegen bedroht waren. Der Verein führte seitdem Projekte in Afghanistan, Albanien, Armenien, Myanmar, Irak, der Mongolei, Nepal, Nordkorea, den Philippinen, Rumänien, Russland, Syrien, Libanon, Nigeria, Tadschikistan und der Ukraine durch.

## Ziele, Aktivitäten und Prinzipien
Mission East ist ein christlich orientiertes Hilfswerk. Nach eigenen Angaben wird das Ziel verfolgt, vulnerable Bevölkerungsgruppen und Gemeinschaften durch humanitäre Hilfe und Entwicklungszusammenarbeit zu unterstützen. Schwerpunkte seien die Bereiche humanitäre Hilfe, Entwicklung ländlicher Gebiete und Inklusion.

## Finanzierung
Für das Jahr 2020 gibt der Verein Gesamteinnahmen von 2.042.417 Euro an. Davon wurden 143.591 Euro für Personal und 65.332 Euro für sonstige betriebliche Ausgaben verbucht. Ein großer Teil der eingenommenen Gelder stammte aus öffentlicher Hand. Ein kleinerer Teil mit 619.036 Euro stammte aus privaten Spenden.
Zusammen mit Mission East in Dänemark werden nach eigenen Angaben jährlich etwa 12 Millionen Euro für Nothilfe- und Entwicklungsprojekte generiert.

## Partner und Netzwerk
- Bundesministerium für wirtschaftliche Zusammenarbeit und Entwicklung
- Deutsches Auswärtiges Amt
- Land Brandenburg
- Eu-cord[7]